# Ліс в поймі колишньої річки Великий Утлюк
Ліс в поймі колишньої р. Великий Утлюк  — заповідне урочище місцевого значення. Об'єкт розташований на території Веселівського району Запорізької області, село Запорожжя.
Площа — 15 га, статус отриманий у 1984 році.